# 신창 노씨
신창 노씨(新昌盧氏)는 충청남도 아산시 신창면을 본관으로 하는 한국의 성씨이다.
시조는 노정(盧挺)은 교하 노씨 노강필(盧康弼)의 증손자로, 고려의 검교장군(檢校將軍)으로서 공을 세워 판도판서(版圖判書)에 오르며 신창군(新昌君)에 봉해졌다.

## 참고 자료
- “신창노씨(新昌盧氏)”. 뿌리를 찾아서.[깨진 링크(과거 내용 찾기)]